# Misled by Certainty
Misled by Certainty è il sesto album in studio del gruppo grindcore statunitense Cephalic Carnage, pubblicato nel 2010.

## Tracce
1. The Incorrigible Flame – 4:30
2. Warbots A.M. – 4:39
3. Abraxas of Filth – 3:44
4. Pure Horses – 0:38
5. Cordyceps Humanis – 5:05
6. Raped by an Orb – 4:15
7. P.G.A.D. – 0:34
8. Dimensional Modulation Transmography – 5:05
9. Ohrwurm – 4:56
10. When I Arrive – 3:08
11. A King and a Thief – 2:45
12. Power and Force – 1:38
13. Repangaea – 12:11
14. Aeyeucgh! – 0:32